# Municipio de Hoffman (Dakota del Sur)
El municipio de Hoffman (en inglés: Hoffman Township) es un municipio ubicado en el condado de McPherson en el estado estadounidense de Dakota del Sur. En el año 2010 tenía una población de 25 habitantes y una densidad poblacional de 0,27 personas por km².

## Geografía
El municipio de Hoffman se encuentra ubicado en las coordenadas 45°48′11″N 99°1′1″O / 45.80306, -99.01694. Según la Oficina del Censo de los Estados Unidos, el municipio tiene una superficie total de 92.8 km², de la cual 91,44 km² corresponden a tierra firme y (1,47 %) 1,36 km² es agua.

## Demografía
Según el censo de 2010, había 25 personas residiendo en el municipio de Hoffman. La densidad de población era de 0,27 hab./km². De los 25 habitantes, el municipio de Hoffman estaba compuesto por el 100 % blancos. Del total de la población el 0 % eran hispanos o latinos de cualquier raza.